# Joseph Boyd
 (mai 2025).
Si vous disposez d'ouvrages ou d'articles de référence ou si vous connaissez des sites web de qualité traitant du thème abordé ici, merci de compléter l'article en donnant les références utiles à sa vérifiabilité et en les liant à la section « Notes et références ».
Pour les articles homonymes, voir Boyd.
Joseph Boyd s'engage dans la marine le 4 avril 1803 en tant que steward. 
Le 16 février 1804, il participe à l'expédition de Stephen Decatur dans le port de Tripoli pendant la première guerre barbaresque, et participe à un raid audacieux qui détruit la frégate USS Philadelphia après sa capture par les Tripolitains. 
Boyd devient ensuite commis.

## Hommage
Un destroyer de la marine américaine (US Navy) a été baptisé USS Boyd (DD-544) en son honneur.

## Source
- (en) Cet article est partiellement ou en totalité issu de l’article de Wikipédia en anglais intitulé « USS Boyd » (voir la liste des auteurs).